# ニコライ・グライエフ
ニコライ・ドミトリエヴィチ・グライエフ(ロシア語: Николай Дмитриевич Гулаев、1918年2月26日 - 1985年9月27日)は、ソビエト連邦の軍人、ソ連邦英雄(2回)。最終階級は空軍上級大将。第二次世界大戦では総撃墜数57機を記録したエース・パイロットである。

## 経歴

### 前半生
1918年2月26日、グライエフはドン軍管州アクサイの労働者階級の家に生まれた。工場訓練学校を卒業した彼は、日中ロストフの工場で働き、夜間は飛行クラブに通う生活を送っていた。
1938年に赤軍へ入隊。1940年にスターリングラード航空学校を卒業している。

### 第二次世界大戦
1942年8月、グライエフは大祖国戦争に上級中尉として参戦。1943年7月のプロホロフカの戦いではヴォロネジ戦線第2航空軍・第7戦闘機軍団・第205戦闘機師団・第27戦闘機連隊の飛行隊副司令官として赴き、奮戦した。プロホロフカでの戦闘が終わった時点で総撃墜数は13機を数えており、その戦功から9月28日にソ連邦英雄に列せられている。
1944年には飛行隊司令官に就任。右岸ウクライナ解放のためP-39を駆って敵爆撃機などの迎撃に当たった。
親衛大尉に昇進したグライエフは、第2ウクライナ戦線第5航空軍・第7戦闘機軍団・第205戦闘機師団・第129戦闘機連隊に転属。1944年7月1日、累計の撃墜数が42機(他共同撃墜3機)に達したことを受け、再びソ連邦英雄に列せられた。
最終的に、大戦を通して総出撃回数250回、総撃墜数57機を記録した。

### 戦後
第二次世界大戦後、グライエフは1950年にジューコフスキー空軍工学アカデミーを、次いで1960年にソビエト連邦軍参謀学校を卒業した。また、1955年からはヤロスラヴリに本部を置く第133戦闘機師団の司令官を務めている。1966年から1974年まで第10独立防空軍の司令官を務め、1979年に空軍上級大将の階級で退役した。

## 叙勲
ソヴィエト連邦
|  | ソ連邦英雄2回                                       |
|  | レーニン勲章2回                                     |
|  | 十月革命勲章                                        |
|  | 赤旗勲章4回                                         |
|  | 1等祖国戦争勲章2回                                  |
|  | 赤星勲章2回                                         |
|  | 戦功記章                                            |
|  | ウラジーミル・イリイチ・レーニン生誕100周年記念記章 |
|  | スターリングラード防衛記章                          |
|  | ベルリン攻略記章                                    |
|  | ウィーン攻略記章                                    |
|  | プラハ解放記章                                      |
|  | 対日本戦勝記章                                      |
|  | 1941年-1945年大祖国戦争における対ドイツ戦勝記章     |
|  | 1941年–1945年大祖国戦争勝利20年記念記章             |
|  | 1941年–1945年大祖国戦争勝利30年記念記章             |
|  | 1941年–1945年大祖国戦争勝利40年記念記章             |
|  | ソビエト陸海軍30年記念記章                          |
|  | ソ連軍40年記念記章                                  |
|  | ソ連軍50年記念記章                                  |
|  | ソ連軍60年記念記章                                  |
|  | ソ連軍退役軍人記章                                  |
|  | 1等完全軍務記章                                     |
|  | 優秀能力軍事操縦士1級                               |

外国
|  | 2等トゥドル・ウラジミレスク勲章 (ルーマニア社会主義共和国)  |
|  | ブルガリア人民軍30周年記念記章 (ブルガリア人民共和国)       |
|  | ファシスト・ドイツ戦勝30周年記念記章 (ブルガリア人民共和国) |
|  | 1等腕の中の友情強化記章 (チェコスロバキア社会主義共和国)    |